# مديرية شرعب السلام

تعديل مصدري - تعديل

مديرية شَرْعَب السَّلام إحدى مديريات محافظة تعز. بلغ عدد سكانها 109814 نسمة عام 2004.
تم تقسيم منطقة شرعب إلى مديريتين في سبعينيات القرن الماضي تحت مسمى مديرية شرعب الرونة ومديرية شرعب السلام.
تتميز بوجود العديد من المواقع الأثرية والتاريخية كقلعة الأحرار وجبل زلمان.

## يهود شرعب السلام
كان هناك مجتمع يهودي في مديرية شرعب السلام وكان واحدا من أكثر الأماكن اللامعة للاستيطان اليهودي في اليمن. ولد العديد من الشخصيات اليهودية المتميزة هناك بما في ذلك شالوم شرعبي، مردخاي شرعبي، وسالم الشبزي. كان مكانا مهما لتعلم التوراة ومقر لكثير من المدارس الدينية. كان عدد سكانها يبلغ أكثر من 10 آلاف يهودي وكانت مركزا صناعيا كبيرا في اليمن حيث يعملون في المشغولات الذهبية، النسيج، التجارة، تجارة الحرير، والأحذية. اليهود الشرعبيين يختلفون عن باقي يهود اليمن في النطق قليلا، أهل شرعب يمتازون عن غيرهم بالادب والثقافة والعلم وسرعة حرقة دمهم لنصرة المظلوم هنيئاً لشرعب القوة والعطف على الصغير والكبير.

## أهم المواقع الأثرية والسياحية

### قبر الدمشقي
قبر الدمشقي الذي كان ولا يزال مزارا للكثير من المواطنين الذين يرون انه كان من الناس الاتقياء والعلماء حينذاك وهو يقع في عزلة الشريف جوار جامع المقادمة.ويقال انه قبر لرجل دين قدم من دمشق وكان يسمى الشرعبي الدمشقي...

### دار الكمالي
دار الكمالي الشهير الذي كان مبنيا في اجزائه بالفضة ويقع وسط عزلة الشريف وتحيط به قرى بكاملها تنتمي إلى بيت الكمالي وقد تعرض الدار للهدم وللنهب ويجد الزائر لهذه الدار بقايا اعمدة ضخمة كانت تشبه اعمدة سد مأرب إضافة إلى حصن جيل الحماصي الشهير وقيراخر للبغدادي الموجود في عزلة الشريف مديرية السلام،

### مسجد الطفيلي
مسجد الطفيلي (جامع محمد بن زياد) عبارة عن جامع مستطيل الشكل يبلغ طوله حوالي (20 متراً) وعرضه (12 متراً) بني بالأحجار ولعل ذلك يجعلنا نعيد تاريخ بناءه إلى فترة حكم الدولة الزيادية في (القرن الثالث الهجري) نظراً لتقارب اسم الجامع مع مؤسس الدولة الزيادية ثم جدد في فترة حكم الدولة الطاهرية في (القرن العاشر الهجري)، ولا تزال الصلاة تؤدى فيه حتى الآن، وهو مقام على عمودين وكل عمود له أربعة عقود نصف دائرية، يحيط به من الخارج سور دائري، توجد به بركة - كريف - ماء مبنية حول الجامع يستفاد منها لتجميع مياه الأمطار، ويعتبر هذا الجامع معلماً إسلامياً أثرياً سيشكل عامل جذب للمنطقة إذا ما تم الاهتمام والتعريف به في وسائل الإعلام السياحية المختلفة.

### مسجد الدوف
يقع على منحدر أسفل الجبل بين قرية صغيرة تسمى قرية الدوف، يعتبر من المساجد الإسلامية التاريخية القديمة، ويعيد الأهالي بناءه إلى الصحابي الجليل «معاذ بن جبل» الذي أوفده رسول الله «محمد بن عبد الله» (صلى الله عليه وسلم) إلى اليمن، وهو على شكل مستطيل وأحجاره مهندمة يتكون الجامع من رواقين وعمودين فقط يحملان السقف وينتهي كل عمود بالتاج الذي على شكل حرف (T)، يحتوي على عدد من الآيات القرآنية والعناصر الزخرفية التي لم يبق منها إلاَّ القليل، فهو تحفة معمارية نادرة أنفرد بها، وخاصة أعمدته التي يبلغ ارتفاعها حوالي (4 أمتار) تقريباً، وزخرفة المسجد تؤكد على أنه مسجداً أثرياً يشابه عمارة مساجد الدولة الرسولية فربما كان لهم دور في تأسيسه أو تجديد بناءه إذا صح انتسابه إلى الصحابي الجليل «معاذ بن جبل» لابد من الاهتمام به من قبل الأوقاف وهيئة الآثار، والحفاظ على ما تبقى من الزخرفة في بقية السطح والعمودين الذين يرتكز عليهما السقف، ومن الممكن الحفاظ على هذا المسجد من خلال القيام بأعمال الترميمات الملائمة من قبل فنيين اختصاصيين بذلك.

### عزلة التبهه منوبه
عبارة عن قرية جبلية تحيط بها المدرجات الزراعية ومبانٍ القرية في أعلى سفح الجبل، تمثل منظراً ساحراً غاية في الجمال لكثرة عدد المدرجات الزراعية والقرى المتناثرة فيها، ويجرى وادي الزراعي في أسفلها، ويقال بأن القرية سميت منوبة لأنها تنوب في ارتفاعها عن القرى المجاورة لها.
وتعدالتبهة من أفضل المناطق في زراعة القات في كل مناطقها التي تتمثل في الوديان والمرتفعات الجبلية.
من أشهر شخصياتهاوعلى رأسهم الشيخ عبد السلام حمودعلي قائد شيخ عزلة التبهه

### عزلة الشرف عسيلة
وأكبر جبل شامخ  مشرف على جميع عزل المديرية ويعتبر مزار سياحي  ويحيط به حصن العسالي 

### وادي نخلة
هو: وادي سياحي تصب فيه عدد من الأودية الصغيرة الجارية من المرتفعات الجبلية من الجهة الشمالية من محافظة تَعِز، ومن المرتفعات الجبلية من الجهة الجنوبية الغربية من محافظة إب، وتسيل إليه من الجهة الشمالية مياه مرتفعات جبال شرْعَب، فهو وادٍ دائم الجريان خلال العام مما أكسب منطقة عزلة بني سبأ بالخضرة الدائمة، فجعلها متنفس طبيعي جميل ومنظر سياحي بديع، يضفي السكينة والطمأنينة على النفس البشرية، فأهلها أن تكون بحق متنزهاً ومكاناً صالحاً لهواة التسلق على الجبال.
وفي كل الأحوال فمسيرة الماء في هذا الوادي لا تتوقف ومعها مسيرة الاخضرار لا تتوقف ولا تتوقف معهما حركة الناس والسيارات التي تحمل ما جاد به هذا الوادي من ثمار صوب تعز وإب وكل الأسواق المجاورة.
كما أن هناك اهتماماً بتربية الماشية وهذا أمر طبيعي لوجود المراعي لكن تعتبر هذه الحرفة رديفاً اقتصادياً يعتمد عليها الناس بجانب الزراعة.